# Das Todeshaus am Fluß
Das Todeshaus am Fluß (Originaltitel: House by the River) ist ein US-amerikanischer Film noir des österreichisch-deutsch-US-amerikanischen Regisseurs Fritz Lang aus dem Jahr 1950. Das Drehbuch basiert auf dem Roman The House by the River des englischen Autors A. P. Herbert aus dem Jahr 1921.

## Handlung
Der erfolglose Schriftsteller Stephen Byrne lebt um 1900 mit seiner Ehefrau Marjorie in einer viktorianisch anmutenden Villa am Ufer eines Flusses in den Südstaaten. Gedemütigt durch einen erneuten Misserfolg betrinkt er sich und stellt dem jungen Dienstmädchen Emily nach. Als diese bei seinem Annäherungsversuch laut zu schreien beginnt, erwürgt er sie im Affekt. Um sich Emilys Leiche möglichst unauffällig vom Leib zu schaffen, bittet er seinen hinkenden Bruder John um Hilfe. Der Junggeselle John, ein Buchhalter, hatte seinem Bruder in der Vergangenheit bereits häufiger ausgeholfen, etwa in der Finanzierung seines aufwendigen Lebensstils. John will den Mord zunächst bei der Polizei melden, lässt sich dann aber doch von Stephen aus Brüderlichkeit zur Mithilfe überreden. Schließlich versenken die beiden das Opfer im Fluss in einem an einen Anker gebundenen Sack.
Die Brüder reagieren unterschiedlich auf den Mord: John plagt angesichts seiner Beihilfe zu dem Verbrechen das Gewissen und er zieht sich zunehmend von der Gesellschaft zurück, während Stephen das in den Augen der Öffentlichkeit mysteriöse Verschwinden Emilys geschickt für seinen eigenen beruflichen Erfolg nutzen kann. Als sein Name in der Zeitung erscheint, schnellen die Verkaufszahlen seiner Bücher in die Höhe. Während Stephen nach außen die Fassade aufrechterhalten kann, entfremdet sich Marjorie angesichts seines zunehmend manischen Verhaltens von ihm und ihre Ehe beginnt zu kriseln.
Stephen sieht eines Tages den Sack mit der Leiche im Fluss entlangschwimmen und begibt sich verzweifelt auf die Suche, doch kann er ihn nicht mehr finden. Als schließlich Emilys Leiche geborgen wird, gerät John in den Fokus der Ermittlungen, da der Sack mit seinem Namen gekennzeichnet wurde und seine ehemalige Haushälterin Flora Aussagen über Johns merkwürdiges Verhalten in der Zeit nach Emilys Tod macht. Eine öffentliche Anhörung führt zwar zunächst nicht zu einer Anklage gegen John, doch von seinen Mitmenschen wird er fortan geächtet und die Polizei beobachtet ihn. Im Dorf wird spekuliert, dass John als Krüppel sowieso keine Chance auf eine echte Frau gehabt habe, weshalb er sich auf das Dienstmädchen eingelassen und sie ermordet habe. Tatsächlich hegen aber Marjorie und John Gefühle füreinander, was auch Stephen nicht unentdeckt bleibt.
Nun plant Stephen auch seinen Bruder unter Vortäuschung eines Selbstmordes zu töten und ihm so endgültig die Schuld für Emilys Tod in die Schuhe zu schieben. Bei ihrem Zusammentreffen am Ufer des Flusses schlägt er John nieder und wirft ihn in den Fluss. Während Stephens Abwesenheit liest Marjorie sein neues Manuskript, das er niemanden lesen ließ und das nach eigener Aussage nah an der Lebensrealität sein sollte. Marjorie liest zwischen den Zeilen und weiß jetzt, wer Emily ermordet hat. Als Marjorie den zurückgekehrten Stephen konfrontiert, will dieser sie erwürgen. Im letzten Moment wird sie von John gerettet, der sich vor dem Ertrinken bewahren konnte. Stephen halluziniert, dass er Emily in einem Vorhang sieht, und stürzt bei seiner Flucht von der Treppe.

## Hintergrund
Ende der 1940er-Jahre befand sich Fritz Lang in einer schwierigen Situation. Sein letzter Film Geheimnis hinter der Tür mit Joan Bennett und Michael Redgrave in den Hauptrollen war sowohl bei Kritikern als auch an der Kinokasse durchgefallen. Zudem war er mit mehreren Produzenten zerstritten. Diese Umstände zwangen ihn, für House by the River mit dem kleineren Studio Republic Pictures zusammenzuarbeiten, das vor allem für seine B-Movies bekannt war. Im Vergleich zu seinen früheren Filmen war das Budget dementsprechend deutlich reduziert und Lang musste auf die Mitwirkung großer Hollywood-Stars verzichten. Ursprüngliche wollte Lang die Figur des ermordeten Dienstmädchens zu einer Afroamerikanerin machen, was ihm aber das Zensurbüro des Hays Codes untersagte, da nach diesem erotische Begierde zwischen Schwarzen und Weißen nicht gezeigt werden durfte.
House by the River hatte am 23. März 1950 seine Premiere in Los Angeles, landesweit kam der Film zwei Tage später in die amerikanischen Kinos. In Deutschland feierte Das Todeshaus am Fluß erst mit einer Fernsehausstrahlung am 29. August 1986 seine Premiere.

## Synchronisation
Die deutsche Synchronfassung wurde erst 1985 angefertigt.
| Rolle                                 | Darsteller          | Deutsche Synchronstimme |
| ------------------------------------- | ------------------- | ----------------------- |
| Stephen Byrne                         | Louis Hayward       | Wolfgang Ziffer         |
| John Byrne                            | Lee Bowman          | Rolf Schult             |
| Marjorie Byrne                        | Jane Wyatt          | Almut Eggert            |
| Mrs. Ambrose, Nachbarin               | Ann Shoemaker       | Gudrun Genest           |
| Ms. Flora Bantam, Johns Haushälterin  | Jody Gilbert        | Ursula Diestel          |
| Emily Gaunt, Dienstmädchen der Byrnes | Dorothy Patrick     | Alexandra Lange         |
| Harry, Untersuchungsrichter           | Peter Brocco        | Peter Matić             |
| Staatsanwalt                          | Howland Chamberlain | Franz-Otto Krüger       |
| Lieutenant Sarten, Polizei            | Will Wright         | Karl-Ulrich Meves       |
| Mrs. Beach, Köchin der Byrnes         | Sarah Padden        | Tilly Lauenstein        |
| Effie Ferguson, Partygast             | Kathleen Freeman    | Regina Lemnitz          |
| Walter, Bürogehilfe                   | Carl Switzer        | Nicolas Böll            |

## Kritiken
In der New York Times vom 2. Mai 1950 lobte Bosley Crowther die Leistungen der Schauspieler sowie die Regie von Lang, die das Beste aus ihrem Material machen würden. Er kritisierte aber Mel Dinnellis Drehbuch als wenig spannend, da man den Mörder schon kenne und wisse, dass er am Ende erwischt werde. Die Auflösung am Filmende, dass der mordende Schriftsteller sich mit seinem Buch selbst entlarvt, sei so einfallslos wie man sich nur vorstellen könne.
Die bekannte deutsche Filmkritikerin und Filmessayistin Frieda Grafe nahm den Film in eine 1995 veröffentlichte Liste ihrer 30 Lieblingsfilme auf. Cornelius Schnauber schreibt ebenfalls begeistert: „Es ist einer der unbekanntesten und doch gelungensten Filme, die Lang je gedreht hat. Nicht nur zeigt die ganze Ausstattung des Hauses (Plüschsofas, schwere Tapeten und Vorhänge) spätviktorianische Zeit, aus der dann das Verbrechen entsteht (ein Verbrechen aus Angst vor der Entdeckung selbst der kleinsten erotischen Sünde: ein Schrei beim Küssen), auch der Fluß selbst mit seinen undefinierbaren Gegenständen, die er anschwimmt, verweist auf versteckte Dinge, die geschehen könnten.“ Es sei einer der romantischsten Filme aus Langs amerikanischem Werk und ein „perfekter Thriller durch Atmosphäre und dokumentarische Echtheit. Psychologische und kausale Vorgänge werden mit hell-dunkler Unheimlichkeit ausgestattet, bleiben aber dennoch von Schritt zu Schritt dokumentarisch belegbar.“
Tom Vick vom All Movie Guide lobte Lang dafür, dass er sorgfältig bis ins Detail eine viktorianische Atmosphäre in dem Film erwecke. Kameramann Cronjager fülle die Szenen im Haus mit „passend finsteren Schatten und die vom Mond beleuchteten Flussszenen lassen es so erscheinen, als ob die Natur selbst wegen des Verbrechen beleidigt sei.“ Auch die Filmmusik von George Antheil sei perfekt für diese „kühle und unkonventionelle Übung in Spannung“.
Der Filmdienst urteilte überwiegend positiv: „Leicht angestaubtes, düster-makabres Krimi-Melodram, angesiedelt in der für Fritz Lang typischen Atmosphäre moralisch-ethischer Zweideutigkeiten. Bemerkenswert durch die Kameraeinstellungen sowie die interessanten Symbolverweise in Dekor und Kulisse: alles spiegelt das Seelenleben der Hauptfigur, so daß auch sein makabres Ende aus einer filmisch durchaus zwingenden Logik resultiert.“